# Madeline Stuart
Pour les articles homonymes, voir Stuart.
Cet article concerne la mannequin australienne. Pour la designeuse américaine, voir [[:Madeline Stuart (designer) (en)]].
Madeline Stuart est une mannequin australienne née le 13 novembre 1996 à Brisbane (Queensland). Elle est décrite comme la première mannequin professionnelle porteuse de trisomie 21.
Active depuis 2015, elle a notamment défilé à la New York Fashion Week, à la Semaine de la mode de Paris, à la Dubai Fashion Week (en), à la Semaine de la mode en Russie (ru) et à la Mercedes-Benz Fashion Week (en). Elle est apparue dans Vogue et a participé à une séance de photographies pour une robe de mariée pour Rixey Manor en Virginie (États-Unis).
Elle est aussi styliste, créatrice d'une ligne sportswear. Sa mère, Rosanne Stuart, indique qu'elle est la seule personne avec un handicap mental ayant obtenu un visa de travail américain.
La réalisatrice suédoise Jane Magnusson (ru) lui a consacré le documentaire Maddy, the Model, dont le titre joue du double sens de l'idée de modèle.

## Carrière

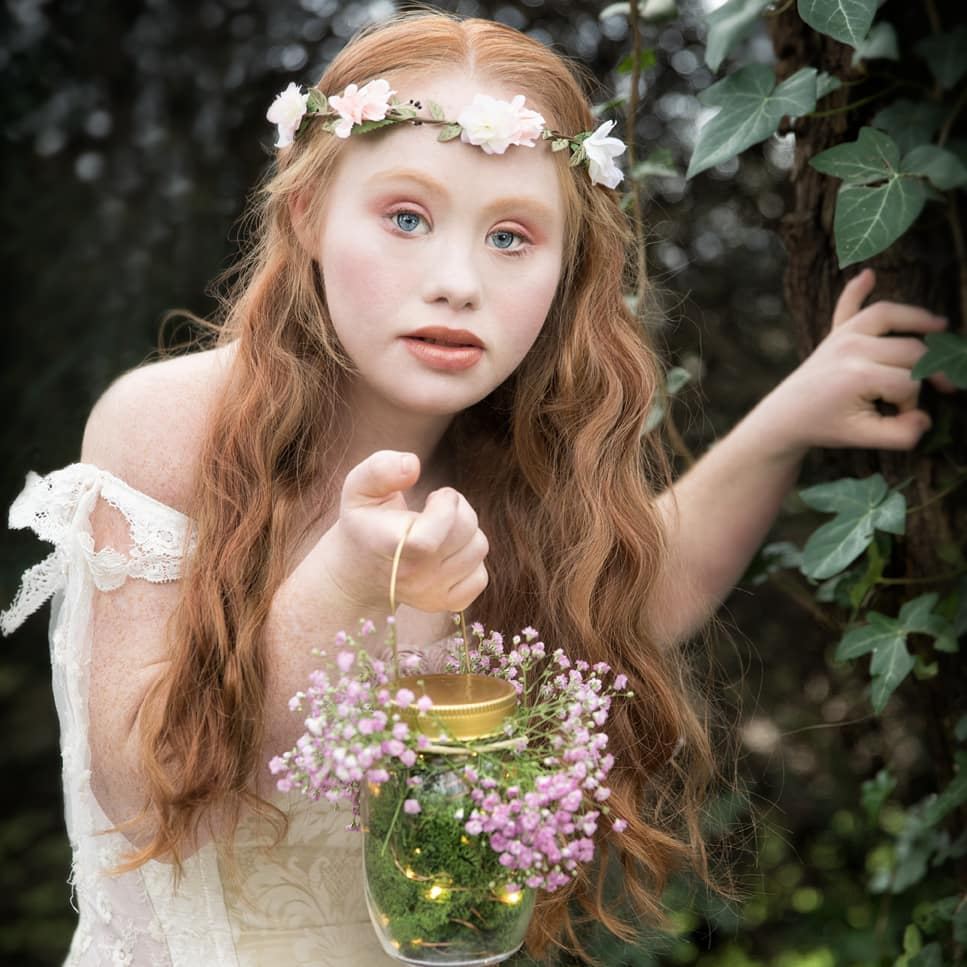
Portrait de Madeline Stuart.